# Wostokzement
Wostokzement ist ein Zementhersteller mit Sitz in Wladiwostok.
Nach eigenen Angaben produzierte die Unternehmensgruppe im Geschäftsjahr 2019 2,5 Millionen Tonnen Zement und 2,6 Millionen Tonnen Schotter.
Zu Wostokzement gehören die Zementwerke in Spassk-Dalni (Spasskzement), Teploosjorsk (TZS) und Mochsogolloch (Jakutzement) sowie zwei Steinbrüche in Wladiwostok und Artjom.
Wostokzement wurde 1997 ursprünglich als Handelsgesellschaft für Lebensmittel gegründet. Anfang der 2000er Jahre begann das Unternehmen mit dem Export von Zementklinker aus dem Spassker Zementwerk nach Südkorea und China. Im Jahr 2002 wurde die Marke Wostokzement etabliert, die die Zementwerke in Spassk-Dalni und Teploosjorsk umfasste. In den Jahren 2004 und 2005 wurden die Schotterwerke in Wladiwostok und Artjom übernommen. 2011 wurde das Zementwerk Jakutzement übernommen.